# 肖家园街道
肖家园街道，是中华人民共和国湖南省永州市冷水滩区下辖的一个乡镇级行政单位。

## 行政区划
肖家园街道下辖以下地区：
红旗路社区、通化街社区、又一村社区和石牌楼社区。